# Örebro Stads Weckotidning
Örebro Stads Weckotidning var en dagstidning som kom ut från 4 januari till 27 december 1777 utan angiven tryckort.
Tidning kom ut en gång i veckan lördagar med 8 sidor i oktav format 14,4 x 7,5-7,7 cm  med 52 nr.  16 skilling var priset för en årgång.
Utgiven av boktryckaren J. Lindh, som också tryckte tidningen i Örebro med frakturstil. Han skriver i sista numret att han ämnade fortsätta med tidningens utgivande, om ett tillräckligt antal prenumeranter  anmälde sig,  så att han kunde få ekonomisk bärighet vid en fortsättning. Annars hoppades han vara ursäktad av allmänheten om detta arbete avslutades. Det blev så att tidningen lades ner och mer än denna första årgång  kom inte att ges ut. Tidningen är digitaliserad av Kungliga biblioteket.